# Влади, Марина
Мари́на Вла́ди (фр. Marina Vlady, урождённая Екатерина Марина Владимировна Полякова-Байдарова; род. 10 мая 1938[…], Клиши-ла-Гаренн, Сена, Франция) — французская актриса и певица русского происхождения, писательница, скульптор. Лауреат  премии Каннского кинофестиваля лучшей актрисе 1963 года. Номинант на премию Золотой глобус (1964). Последняя жена Владимира Высоцкого.

## Биография

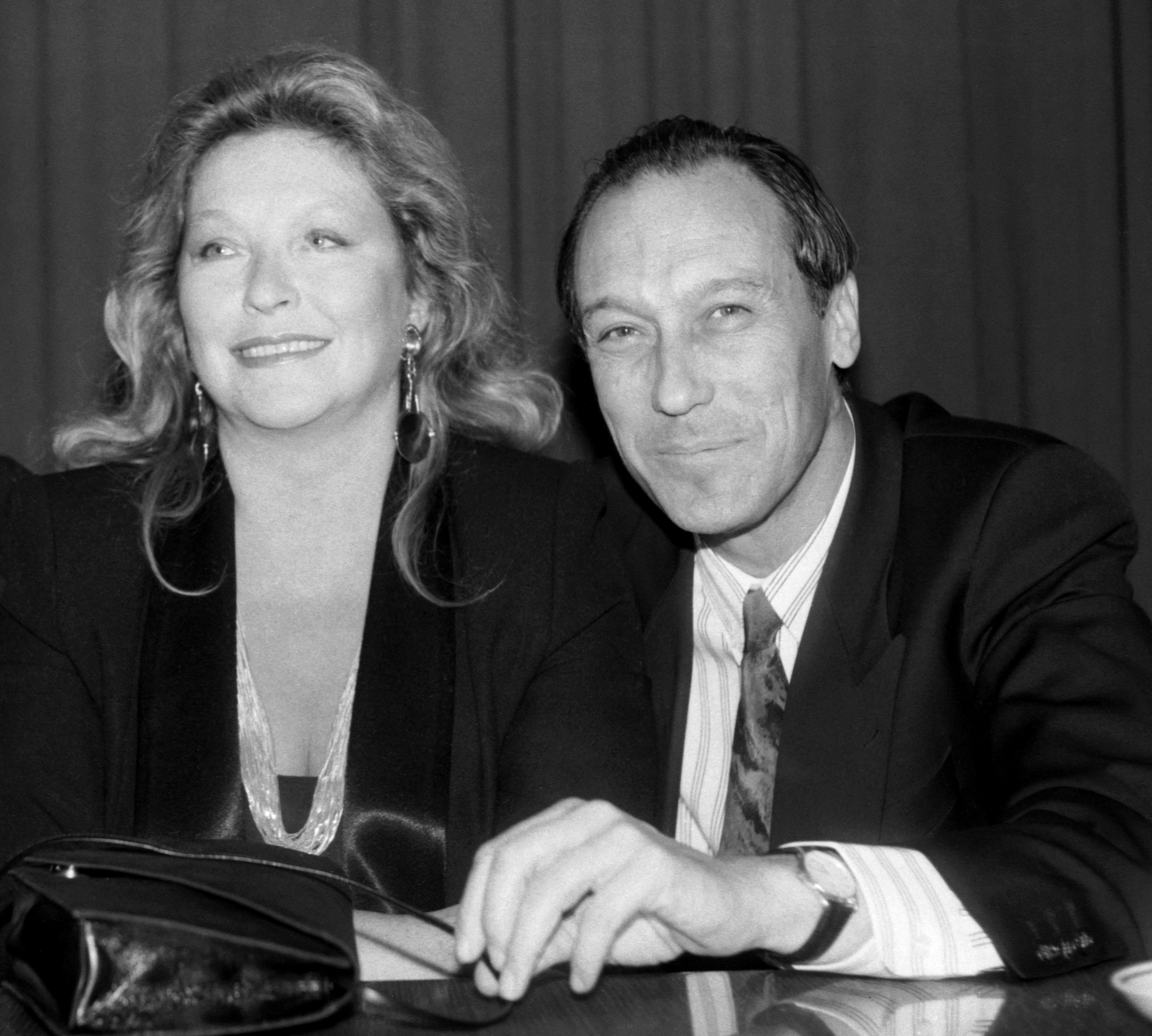
Марина Влади и Олег Янковский, май 1992 года, автор фото: Лев Медведев

Екатерина Марина Владимировна Полякова-Байдарова родилась 10 мая 1938 года недалеко от Парижа, в коммуне Клиши-ла-Гаренн. Её отцом был оперный певец Владимир Поляков, покинувший Россию во время Первой мировой войны, а матерью — дочь русского генерала, балерина Милица Энвальд, эмигрировавшая во Францию в 1919 году. Марина была младшей из четырёх дочерей в семье.
Вслед за сёстрами, увлекавшимися искусством, Марина также начала актёрскую деятельность. В одиннадцатилетнем возрасте она снялась вместе с одной из них в итальянском фильме «Летняя гроза». Позже сёстры образовали трио «Сёстры Поляковы», исполняющее русские народные песни, а также играли в чеховских «Трёх сёстрах» в парижском театре Эберто. После смерти отца Марина взяла псевдоним «Влади». Она снималась во многих итальянских фильмах, выступая как в драматических, так и в комедийных ролях. Зачастую Влади предлагали роли девушек славянского происхождения в фильмах по произведениям русских авторов: Чехова, Льва Толстого, Достоевского, Куприна и других.
Первым мужем Влади стал французский режиссёр Робер Оссейн. С ним актриса прожила с 1955 по 1959 год, родив двух сыновей. С 1963 по 1966 год Влади была замужем за французским авиатором Жан-Клодом Бруйе. С 1970 по 1980 год Марина Влади была замужем за Владимиром Высоцким. После смерти Высоцкого вышла замуж в четвёртый раз и прожила 23 года с врачом-онкологом Леоном Шварценбергом, скончавшимся в 2003 году.
Начиная с 1980-х годов, редко снималась в кино. Выпустила сборник рассказов «Рассказы Милицы», книгу воспоминаний «Владимир, или Прерванный полёт», ряд романов, мемуаров и эссе.

## Семья
Марина Влади — младшая из четырёх дочерей Владимира Васильевича Полякова-Байдарова (19.01.1890—04.04.1952), артиста оперных театров в Париже и Монте-Карло, уроженца Москвы, переехавшего во Францию во время Первой мировой войны. Мать — Милица Евгеньевна Энвальд (1899—1972), балерина, дочь русского генерала Евгения Васильевича Энвальда (1862—1925). Псевдоним «Влади» Марина взяла в честь отца, после его смерти.

### Сёстры
- Ольга (Olga de Poliakoff-Baïdaroff, 5 мая 1928 — 3 сентября 2009), телережиссёр, псевдоним Ольга Варен[фр.].
- Таня (Tania de Poliakoff-Baïdaroff, 15 июня 1930 — 23 июня 1980), актриса, псевдоним Одиль Версуа.
- Милица (Militza de Poliakoff-Baïdaroff, 2 февраля 1932 — 1 августа 1988), актриса, псевдоним Элен Валье[фр.].

### Мужья и дети
Мужья и дети Марины Влади:
1. Актёр и режиссёр Робер Оссейн (23 декабря 1955—1959); сыновья Игорь (род. 1956; живёт в Пиренеях во Франции) и Пётр (Пьер, род. 1959; гитарист и балалаечник, живёт на юге Франции)[10].
2. Пилот и владелец авиакомпании в Африке Жан-Клод Бруйе (1963—1966); сын Владимир (род. 1964, живёт на Таити)[10].
3. Поэт и актёр Владимир Высоцкий (1970—1980). Влади была последней женой Высоцкого и является автором книги воспоминаний о нём — «Владимир, или Прерванный полёт…» (1987), также исполняла песни на его музыку и стихи. В 2006 году Влади совместно с режиссёром Жаном-Люком Тардьё поставила спектакль на французском языке «Владимир, или Прерванный полёт…»[11] по одноимённой книге.
4. Врач-онколог Леон Шварценберг (1981—2003).

## Награды и памятники
Награды в Музее В. Высоцкого в Екатеринбурге
- Командор ордена Искусств и литературы (16 июня 1994 года)[12].
- Медаль Пушкина (2 апреля 2012 года, Россия) — за большой вклад в развитие культурных связей с Российской Федерацией, сохранение и популяризацию русского языка и культуры за рубежом[13].
- Лауреат Каннского кинофестиваля в номинации «Лучшая актриса» за фильм Современная история, или Королева пчёл (1963)[14].
- Медаль имени Михаила Чехова (2009 год, Дом русского зарубежья имени Александра Солженицына)
- В 2006 году в Екатеринбурге открыт памятник Владимиру Высоцкому и Марине Влади.

## Фильмография
- 1949 — Летняя гроза / фр. Orage d'été, англ. Summer Storm
- 1950 — Две сестры любви / итал. Due sorelle amano
- 1952 — Чёрные перья / итал. Penne nere, англ. Black Feathers — Джемма
- 1952 — Дочь дьявола / итал. La Figlia del diavolo, фр. La Fille du diable — Грациэлла
- 1952 — Простите мой французский / англ. Pardon My French, англ. The Lady from Boston
- 1952 — В жизни всё налаживается/ фр. Dans la vie tout s'arrange — Марина
- 1953 — Песни, песни, песни / итал. Canzoni, canzoni, canzoni, англ. Carnival of Song, англ. Cavalcade of Song (USA)
- 1953 — Неверные / итал. Le Infedeli, фр. Les Infidèles, англ. The Unfaithfuls (USA) — Мариса
- 1953 — Первосортная девушка / итал. Fanciulle di lusso, фр. Des gosses de riches, англ. Finishing School (UK), англ. Luxury Girls — Eljay
- 1953 — Первая любовь / итал. L'età dell'amore, фр. L'Âge de l'amour, англ. The Age of Indiscretion, англ. Too Young for Love (USA) — Аннетта
- 1953 — Дикая любовь / англ. Musoduro, итал. Amore selvaggio, фр. Marco la Bagarre, англ. The Hunt (USA) — Лючия Джардано
- 1954 — Дни любви / итал. Giorni D'Amore, англ. Days of Love, фр. Jours d'amour — Анжела Кафалла
- 1954 — Перед потопом / фр. Avant le déluge, англ. Before the Deluge (USA), итал. Prima del diluvio — Лилиана Нобле
- 1954 — Она (нем. Sie; фр. Elle) — Селин
- 1954 — Симфония любви / итал. Sinfonia d'amore, итал. Schubert, фр. Symphonie inachevée
- 1955 — Воображала / фр. Le Crâneur — Джульетта
- 1955 — Софи и преступление / фр. Sophie et le crime, англ. Girl on the Third Floor (USA) — Софи Брулар
- 1955 — Приключения Джакомо Казановы / итал. Le Avventure di Giacomo Casanova, англ. Adventures of Giacomo Casanova, фр. Les Aventures et les amours de Casanova, англ. Sins of Casanova (USA), англ. The Loves of Casanova — La mariée
- 1956 — Колдунья / фр. La Sorcière, швед. Häxan, итал. La Strega, англ. The Blonde Witch (USA), англ. The Sorceress (USA); по мотивам повести А. И. Куприна «Олеся» — Инга
- 1956 — Простите наши оскорбления / фр. Pardonnez nos offenses — Диди
- 1956 — Мерзавцы идут в ад / фр. Les Salauds vont en enfer, англ. The Wicked Go to Hell (USA) — Ева
- 1956 — Преступление и наказание / фр. Crime Et Chatiment, англ. Crime and Punishment (USA), англ. The Most Dangerous Sin — Лили Марселин
- 1958 — Свобода под надзором / чеш. V proudech, фр. La Liberté surveillée (ЧССР, Франция) — Евa
- 1958 — Ты — яд (Ты ненависть) / фр. Toi, le venin, англ. Blonde in a White Car, итал. Nella notte cade il velo, англ. Night Is Not for Sleep (UK), англ. Nude in a White Car — Евa Лекейн
- 1959 — Приговор / фр. La Sentence, англ. The Verdict
- 1959 — Ночь шпионов / фр. La nuit des Espions, англ. Double Agents (USA), англ. Night Encounter, итал. La Notte delle spie — Элле
- 1960 — Канальи / фр. Les Canailles, итал. Le Canaglie, англ. Riff-Raff (USA: TV title), англ. Take Me as I Am (UK) — Хелена
- 1961 — Принцесса Клевская / фр. La Princesse de Clèves, англ. Princess of Cleves, итал. La Principessa di Cleves — Принцесса Клевская
- 1961 — Девушка в витрине[итал.] / итал. La Ragazza in vetrina, фр. La Fille dans la vitrine, англ. Girl in the Window, англ. Woman in the Window (UK) — Эльза
- 1962 — Семь смертных грехов / фр. Les Sept péchés capitaux, итал. Sette peccati capitali, I, англ. The Seven Capital Sins, англ. The Seven Deadly Sins (USA) — Катерина
- 1962 — Степь / итал. La Steppa, фр. La Steppe, англ. The Steppe (USA) — Графиня Дранитская
- 1962 — Ступени супружеской жизни / фр. Climats, англ. Climates of Love (UK) — Одиль
- 1962 — Очаровательная лгунья / фр. Adorable menteuse, англ. Adorable Liar — Джульетта
- 1963 — Убийца / фр. Le Meurtrier, англ. Enough Rope, нем. Im Schatten einer Nacht, нем. Der Mörder, итал. L'Omicida, нем. Der Schatten der Laura S. — Элли
- 1963 — Веские доказательства/ фр. Les Bonnes causes, итал. Il Delitto Dupré, англ. Don't Tempt the Devil — Катрин Дюпре
- 1963 — Клетка / фр. La Cage, англ. The Cage
- 1963 — Современная история или Королева пчёл / итал. Una Storia Moderna, фр. L’Ape Regina, фр. Le Lit conjugal, англ. The Conjugal Bed (USA) — Регина
- 1963 — Драже с перцем / фр. Dragées au poivre, англ. Sweet and Sour, итал. Confetti al pepe, англ. The Sweet and the Bitter — зовущая девушка / Callgirl
- 1964 — Малышки / фр. Petites demoiselles, Les (TV)
- 1965 — Безымянная звезда / фр. Mona, l'étoile sans nom, англ. Nameless Star, рум. Steaua fără nume — Монa
- 1965 — Американская жена / итал. Moglie americana, Una, фр. Les femmes américaines, англ. Run for Your Wife (USA), англ. The American Wife — Николь
- 1965 — Фальстаф (Полуночные колокола) / итал. Campanadas a medianoche, фр. Falstaff, исп. Campanades a mitjanit, англ. Chimes at Midnight (UK) — Кейт Перси
- 1966 — Похитители Джоконды / итал. Ladro della Gioconda, Il, фр. On a volé la Joconde, англ. The Mona Lisa Has Been Stolen, англ. The Theft of the Mona Lisa — Николь
- 1966 — На прицеле у смерти / фр. Atout coeur à Tokyo pour O.S.S. 117, англ. Mission to Tokyo (UK), англ. O.S.S. 117 - Terror in Tokyo, итал. OSS 117 a Tokio si muore — Ева Уилсон
- 1966 — Королевская регата, СССР — камео
- 1967 — Две или три вещи, которые я знаю о ней / фр. 2 ou 3 choses que je sais d'elle, англ. Two or Three Things I Know About Her — Джульетта Янсон
- 1969 — Сирокко / англ. Sirokko, фр. Sirocco d'hiver, англ. Winter Wind — Мария
- 1969 — Болгарская ночь / фр. Nuit Bulgare, La (1969) — Марта Тарсет
- 1969 — Сюжет для небольшого рассказа или Лика — любовь Чехова / фр. Lika, le grand amour de Tchekov, англ. Lika: Chekhov's Love, англ. Subject for a Short Story — Лика Мизинова
- 1969 — Время жить / фр. Temps de vivre, Le, англ. Time to Live
- 1970 — Общий спор / итал. Contestazione generale, англ. Let's Have a Riot — Имма
- 1970 — Для улыбки / фр. Pour un sourire — Вероник
- 1971 — Сафо / фр. Sapho ou La fureur d'aimer, итал. Saffo, англ. Sappho, англ. Sex Is My Game (UK) — Франсуаза Легран
- 1972 — Все милые, все прекрасные / фр. Tout le monde il est beau, tout le monde il est gentil, англ. Everybody He Is Nice, Everybody He Is Beautiful, итал. Questo nostro simpatico mondo di pazzi — Милли Тюль
- 1973 — Заговор / фр. Complot, Le, исп. Complot de los rebeldes, El, итал. Complotto, Il, англ. The Conspiracy — Кристина
- 1975 — Летние радости / фр. Charmes de l'été, Les телесериал — Паулина
- 1975 — Пусть начнётся праздник / фр. Que la fête commence..., англ. Let Joy Reign Supreme (USA) — мадам Парабер
- 1975 — Семь смертей по рецепту (В сетях мафии) / фр. Sept morts sur ordonnance, англ.  Bestial Quartet, нем. Quartett Bestial, исп. Siete muertes por prescripción facultativa — Мюриэль Лоссрэ
- 1977 — Их двое (Они вдвоём) / венг. Ők ketten (Hungary), фр. Deux berges, Les, фр. Elles deux, англ. The Two of Them, англ. Women (USA) — Мария
- 1978 — Тайна Бермудского треугольника / англ. The Bermuda Triangle англ. Devil's Triangle of Bermuda (USA: video title), англ. The Secrets of the Bermuda Triangle, исп. Triángulo diabólico de las Bermudas, El (Mexico), итал. Triangolo delle Bermude, Il — Ким
- 1978 — Два пастуха / фр. Deux berges, Les; фр. Douze heures pour mourir (TV) — Марселлина Дорваль
- 1978 — Багдадский вор, англ. The Thief of Baghdad, фр. Voleur de Bagdad, Le (TV) — Перизада
- 1979 — Мнимый больной / итал. Malato immaginario, Il, англ. Hypochondriac, англ. The Imaginary Invalid — Лукреция
- 1979 — Летняя ночь / фр. Nuit de l'été, La (TV) — Мария-Антуанетта
- 1979 — Двое на канапе / фр. Duos sur canapé — дантист Жаклин
- 1980 — Игры графини Долинген де Грац / фр. Jeux de la Comtesse Dolingen de Gratz, Les, англ. The Games of Countess Dolingen (USA: festival title) — в роли La mère de la petite fille
- 1980 — Глаз мастера / фр. Oeil du maître, L', англ. His Master's Eye — Изабелла Брабантская
- 1981 — Субботний роман: Секретный агент (телесериал) / фр. Roman du samedi: L'agent secret, Le (TV) — Винни Верлок
- 1981 — Субботний роман: Секретный агент (телесериал) / итал. Dei miei bollenti spiriti (TV)
- 1981 — Арколе или земля обетованная (телесериал) / фр. Arcole ou la terre promise телесериал
- 1982 — Лорелей / фр. Lorelei (TV) — Габриэла
- 1982 — Секреты княгини Кадиньян / фр. Secrets de la princesse de Cadignan, Les (TV) — маркиза Деспард
- 1982 — Барбара Орг / фр. Ogre de barbarie, L' (TV) — Рашель / Rachel
- 1982 — Сильна как смерть / фр. Fort comme la mort (TV) — Ани де Гиллерой
- 1983 — Тайны французского двора / фр. Chambre des dames, La телесериал — Матильда Брюнель
- 1983 — Не потеряно (телесериал) / фр. Pas perdus, Les (TV) — Рени
- 1983 — Богатые кварталы / фр. Les Beaux quartiers (TV) — Мадам Берделей
- 1983 — Именем короля / фр. Par ordre du Roy (TV) — Мадам Дольной
- 1984 — Увидимся позже, я должен застрелиться / нем. Bis später, ich muss mich erschiessen, фин. Eläköön itsemurhaaja!
- 1985 — Неуправляемые государства (телесериал) / фр. Akyvernites polities телесериал — Рейпесу
- 1985 — Танго, Гардель в изгнании / фр. Tangos, l'exil de Gardel, исп. Tangos, el exilio de Gardel (Argentina), англ. Tangos, the Exile of Gardel — Флоренс
- 1985 — Бордель — Роза Вонапарте, хозяйка борделя — главная роль
- 1985 — В поисках капитана Гранта / телесериал англ. In Search for Captain Grant, англ. Looking for Captain Grant — Марко Вовчок
- 1986 — Аромат кукурузы / итал. Sapore del grano, англ. The Flavor of Corn
- 1986 — Дом на волоске / итал. Una Casa in bilico, англ. Tottering in the Dark (UK)
- 1986 — Твист снова в Москве / фр. Twist again à Moscou, англ. Twist Again in Moscow — Наташа Татаева
- 1986 — Остров (фильм, 1986) / итал. Un'isola (TV) — мать Джорджо Амендолы
- 1987 — Подвиги молодого Дон Жуана / фр. Les Exploits d'un jeune Don Juan, англ. Exploits of a Young Don Juan, итал. L'Iniziazione — миссис Мюллер
- 1989 — Великолепие / фр. Splendor — Шанталь
- 1989 — Кондорсе / англ. Condorcet телесериал
- 1989 — Иди за мной / англ. Follow Me — Любa
- 1991 — Пьющие кровь
- 1991 — Пылающее небо / англ. Mountain of Diamonds, англ. Burning Shore (UK), нем. Glühender Himmel, итал. Montagna dei diamanti, La, фр. La Montagne de diamants (TV) — Аннa
- 1992 — Сны о России/ O-Roshiya-koku suimu-dan, фр. Kodayu, англ. The Dream of Russia — Екатерина II
- 1995 — Сын Гаскони / фр. Le Fils de Gascogne — Аньес Варда
- 1996 — В вихре цветов / фр. Dans un grand vent de fleurs телесериал — Александрина Гарланд
- 1996 — Ветер над городом / итал. Anemos stin poli, англ. Wind Over the City — Симон
- 1997 — Jeunesse (film, 1997) Молодость / фр. Jeunesse — мисс Элис
- 1998 — Не все папы писают стоя / фр. Tous les papas ne font pas pipi debout (TV) — Грени
- 2000 — Победа или боль женщины / фр. Victoire, ou la douleur des femmes телесериал — Наташa
- 2001 — Воскресение (телесериал) / итал. Resurrezione, нем. Die Auferstehung, фр. Résurrection, англ. Resurrection (TV) — Тётушка Графиня
- 2011 — Несколько дней передышки — Иоланда
- 2013 — 3 женщины в гневе — Алиса Траян

## Дискография
- 1973: Il est à moi, Le Voleur de chevaux, 45 об/мин (2 сингла) CBS
- 1981: Berceuse cosaque, La jeune fille se promenait dans les bois, Berceuse pour endormir l’orage, Petite berceuse, на русском языке, Le Chant Du Monde — 100 402, переиздание для компиляции Éternelle Russie, 3 CD Sélection du Reader’s Digest 3058 (1995)

Известны издания записей песен Владимира Высоцкого в исполнении Марины Влади (некоторые совместно с Высоцким):
- 1987 /1988 — Vissotsky Vladimir, Marina Vlady (LP «Мелодия» / CD «Le Chant Du Monde» (Франция) — записи 1974 г.)

В альбомы вошли следующие песни в исполнении М. Влади:
- «Песня о двух красивых автомобилях / Sans Traces Ni Interdits»
- «Так дымно… / Noyé Sous La Fumée»
- «Я несла свою Беду… / J’ai porté mon malheur»
- «Марьюшка / Les Pleurs De Maria»
- «Так случилось, мужчины ушли / Et Ainsi Les Hommes Sont Partis»
- «Песня о Волге / Le Long De La Volga Notre Mere…»

— записаны в апреле 1974 года в сопровождении ансамбля «Мелодия» п/у Г. Гараняна на Всесоюзной студии грамзаписи «Мелодия».

## Комментарии
1. ↑  Иногда В. В. Полякова-Байдарова отождествляют с исполнителем русских и цыганских романсов в Париже Владимиром Георгиевичем Поляковым, но, по данным А. Вернера, — это разные личности[8].